# Anna McGarry
Anna M. McGarry (Filadèlfia, 17 de març de 1894 - Loveland, Ohio, 2 de gener de 1978) fou articulista i una defensora molt destacada de la justícia interracial als Estats Units. Era una dels vuit fills d'una parella d'emigrants catòlics irlandesos. Va centrar la seva activitat sobretot a la ciutat de Filadèlfia, on va treballar per millorar les relacions entre els diversos grups ètnics. També va treballar de periodista al diari Philadelphia Tribune.
Era adepta d'un catolicisme progressista, on hi cap tothom, i es va dedicar a la integració de minories menyspreades. Sovint va criticar la jerarquia catòlica perquè en la pràctica no aplicava gaire o prou els principis de justícia social que predicava. Va ser membre de la Comissió de Pràctiques Justes d'Ocupació i de l'agència que la succeí, la Comissió de Relacions Humanes, ambdues amb seu a Filadèlfia, i que actuaven per millorar les condicions de treball i els contractes del afroamericans.